# Крајпуташи испод записа у Теочину

Крајпуташи испод записа у Теочину (Oпштина Горњи Милановац) налазе се испод стабла трешње−записа, на раскрсници пута Теочин–Горњи Бањани–Брајићи. Посвећени су борцима страдалим у ослободилачким ратовима Србије − Светозару Весковићу, учеснику Српско-турског рата који је погинуо у борбама за Прокупље 1878. године и непознатом војнику − учеснику Другог балканског рата који је рањен 1913. године у борби са Бугарима.

## Опис споменика
Крајпуташи су у облику тањих вертикалних плоча, исклесани од жућкастог пешчара. Првобитно били су приближних димензија, али су механичким ударцима преломљени у горњим половинама. На преосталим деловима споменика нема орнаментике ни урезаних симбола.

### Крајпуташ Светозару Весковићу
Преостала висина споменика заједно са цоклом износи 70 cm. Плоча је широка 30 cm и дебела 10 cm.
На предњој страни окренутој према истоку, чита се пет преосталих редова епитафа:
ВЕСКОВИЋ
ЖИВИ 22 ГОД
А ПОГИНОЈЕ
1878 Г У ПРО
КОПЉУ
а на полеђини:
ДИЖЕ БРАТ
ЉУБОМИР И
СИНОВАЦ М
ИЛОРАД 16 ЈУЛ
У 1922 Г.
Поређењем са подацима наведеним у Државном попису из 1862/63. године долази се до закључка да је у питању обележје подигнуто Светозару Весковићу рођеном 1856. године од оца Милана и мајке Цмиљане, који је, по попису, имао годину дана млађег брата Љубомира.

### Крајпуташ непознатом војнику
Нижи споменик је нешто ужи, ширине 27 cm. Дебљина плоче је иста – 10 cm. Преломљен је до висине од 46 cm. Очигледно је да су споменици подигнути истовремено и да су рад истог мајстора каменоресца.
На предњој страни, од епитафа преостало је само:
У 1922 ГОД
На полеђини се чита:
ДРАГОГ МО
Г 1913 Г РАЊЕ
Н У БОРБИ С
БУГАРИМА У
III 9 4Б-X ПУК.
До идентитета овог војника вероватно би се могло доћи претрагом докумената које поседује Војни архив Министарства одбране Републике Србије.